# Хаберланд, Кристоф
Кристоф Хаберланд (нем. Christoph Haberland, латыш. Kristofs Hāberlands; 1 января 1750, Рига — 7 марта 1803, там же) — один из самых известных архитекторов, работавших в Риге. Яркий представитель гражданского (бюргерского) классицизма.

## Биография
Кристоф Хаберланд родился 1 января 1750 года в семье каменщика Иогана Андреаса Хаберланда, выходца из саксонского города Аннаберг и его жены Кристины, урождённой Мейнер.
После окончания школы некоторое время работал с отцом, опытным мастером, помимо всего прочего, ведавшим городской печью для обжига извести. Был учеником рижского строительного мастера Иоганна Петера Лейхта. В 1768 году стал подмастерьем гильдии каменщиков. Восемь лет учился у немецких строительных мастеров в Берлине и Дрездене. Побывал во многих городах Европы, где имел возможность ознакомиться с лучшими образцами современной ему архитектуры.
По возвращении в Ригу стал бюргером, сдал экзамен на звание строительного мастера, выполнял обязанности помощника оружейного мастера (1778). Много и продуктивно работал, был главным строительным мастером (что соответствует современной должности главного архитектора) Риги (1789—1797), мастером по строениям и благоустройству Рижского замка (1787—1796), председателем и алтерманом Рижского цеха каменщиков, старейшиной гильдии Святого Иоанна.
В 1784 году в возрасте тридцати четырёх лет женился на Регине Гертруде Мориц.

## Творчество
Принимал участие в строительстве и реконструкции более тридцати жилых домов, здания Главного полицейского управления, Ратуши, Дома Черноголовых, Дома масонской ложи, театра Фитингофа, здания Офицерского собрания, Колонного зала сегодняшнего Музея истории Риги и мореходства.
Руководил строительством православной церкви Св. Петра и Св. Павла в Цитадели, закончил строительство церкви Св. Гертруды, построил колокольню Белой церкви в Дюнамюнде, занимался интерьерами общественных зданий.
Помимо Риги работал в Алуксне, Сунтажах, Катлакалнсе, Доле, Валге, Выру. Выполнял частные заказы владельцев загородных поместий.
Для творчества Хаберланда характерно воплощение на практике новаторских идей современной ему европейской архитектуры. Фирменным знаком мастера стало гармоничное соединение классицизма с элементами барокко, филигранно выверенное, спокойное и лишённое чрезмерного украшательства.
В построенных Хаберландом домах, рижане впервые познакомились с архитектурными новинками того времени — мансардными крышами, балконами и парадными овальными залами частных жилищ.
Примером новой архитектурной стилистики может служить построенное в стиле классицизма здание церкви в Катлакалнсе, историческая реминисценция римского Пантеона. В 1785 году Хаберландом была возведена церковь в Валге, а в 1788 году — в Алуксне.
Кристоф Хаберланд был одним из первых крупных рижских мастеров, обратившихся к формам античного зодчества как к эталону гармонии и простоты. Его творческое наследие позже нашло достойное отражение в работах Иоганна Даниэля Готфрида.
При проектировании городского театра в начале XX века архитектор другой эпохи Август Рейнберг намеренно стилизовал строящееся здание под известные работы Кристофа Хаберланда, для более гармоничного внедрения в среду Старого города.
Впоследствии построенное Хаберландом перестраивалось, так, собственный дом Хаберланда (современный адрес — улица Калею, д. 4) был выкуплен для своих нужд русской общиной, в нём разместилось кредитное общество, несколько магазинов. Сейчас лишь дом Крузе (Улица Вецпилсетас, д. 17) сохранил относительное богатство внешнего декора, созданного выдающимся архитектором Риги XVIII века.
|           |  |                            |  |              |  |         |  |           |  |                                |
| Театра, 6 |  | Вецпилсетас, 17 (в центре) |  | Маза Пилс, 1 |  | Пилс, 9 |  | Смилшу, 5 |  | Шкюню, 19 и 17 (слева направо) |

## Главные работы

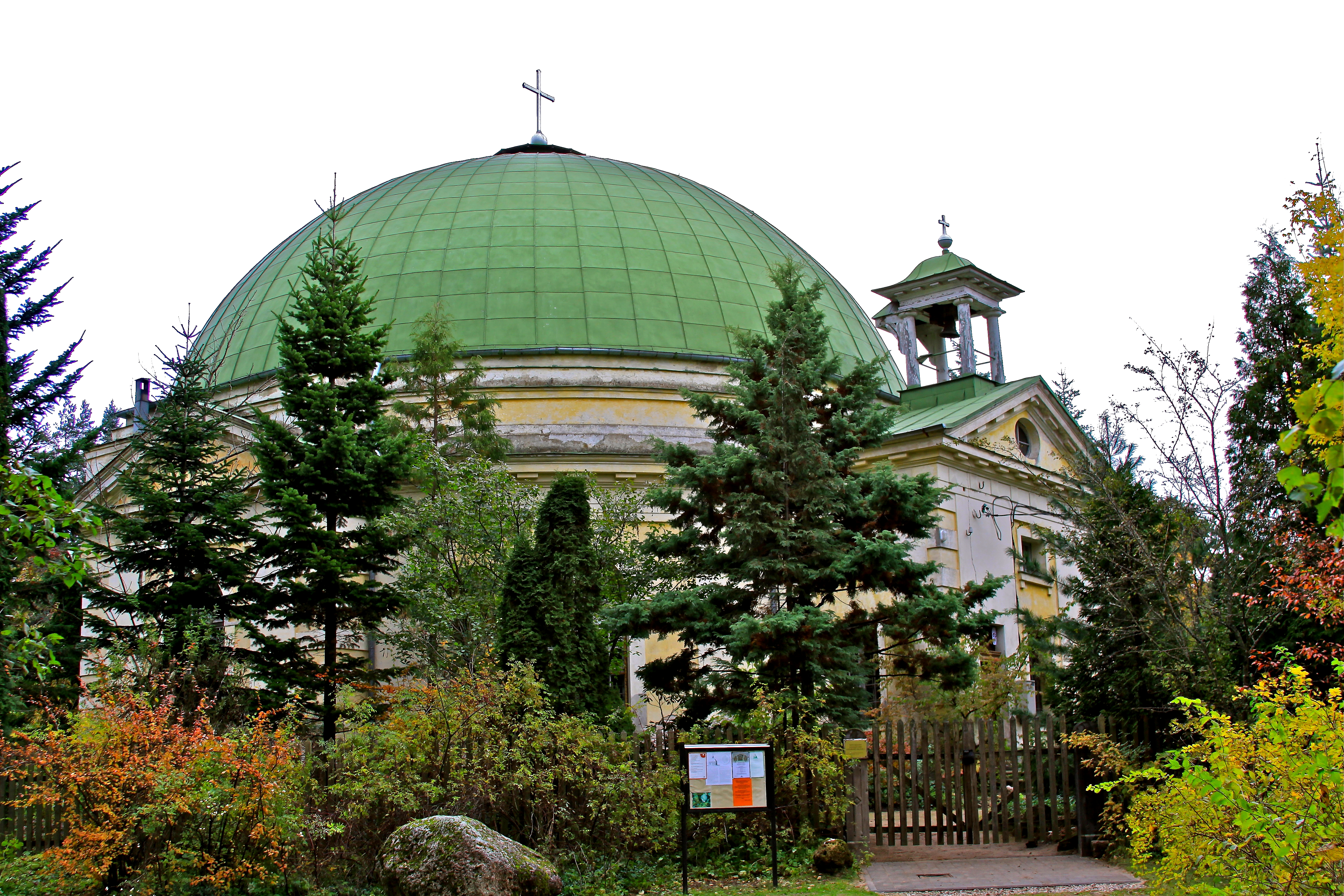
Катлакалнская евангелическо-лютеранская церковь

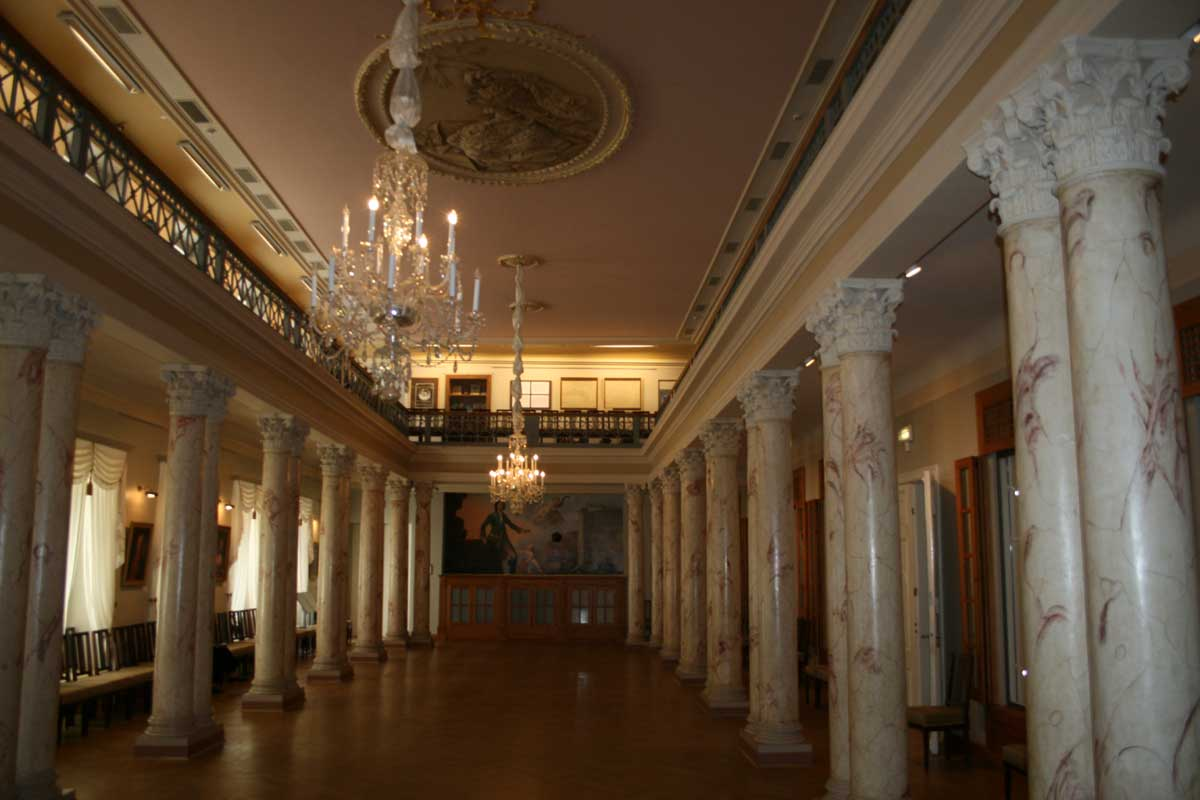
Колонный зал Музея истории Риги и мореходства

- Колонный зал Музея истории Риги и мореходства (1778)
- Частный дом на улице Пилс, 9 (1780)
- Частные дома на улице Маза Пилс, 1 и 3 (1788)
- Собственный дом на улице Театра, 6 (1785), ныне — здание гостиницы «Ман—Тесс», 
 в 1993 году реставрирована живопись на потолке.
- Частные дома на улице Шкюню, 17 (Дом масонской ложи)[3] и 19 (оба — 1787)
- Частный дом на улице Смилшу, 5 (1787—1794)
- Частный дом на улице Вецпилсетас, 17 (1788)
- Частный дом на улице Миесниеку, 1 (1779)
- Церковь Св. Иоанна в Валге (1785)
- Катлакалнская евангелическо-лютеранская церковь (1792)
- Театр Фитингофа (1882, улица Рихарда Вагнера, 4)[4]
- Здание Главного полицейского управления на улице Калькю, 11 (перестроено)